# Соколов, Василий Васильевич (лётчик)
Василий Васильевич Соколов (16 августа 1921 — 31 мая 1944 пропал без вести) — советский лётчик-ас истребительной авиации в годы Великой Отечественной войны, лётчик 438-го истребительного авиационного полка 205-й истребительной авиационной дивизии 7-го истребительного авиационного корпуса 2-го Украинского фронта. Майор.

## Биография
Родился в селе Клеванцово Иваново-Вознесенская губерния (Семёновский район Ивановской области) в крестьянской русской семье. Окончил 9 классов средней школы в городе Кинешма в 1938 году. Член ВЛКСМ с 1937 года, член ВКП(б) с 1943 года.
С 1938 года в рядах Красной Армии, призван Кинешемским РВК (Кинешемский район Ивановской области). Окончил 1-е Чкаловское военное авиационное училище лётчиков им. К. Е. Ворошилова в 1940 году. С 1940 года служил в  168-м истребительном авиационном полку.
С июля по октябрь 1941 года младший лейтенант В. В. Соколов — на фронтах Великой Отечественной войны в должности лётчика 168-го истребительного авиационного полка 45-й смешанной авиационной дивизии ВВС 18-й армии Южного фронта, летал на И-16. В октябре убыл с фронта на переформирование, в 1942 году был переведён в другой полк и вернулся на фронт только в августе 1942 года. 
С 10 августа 1942 года — командир звена 438-го истребительного авиационного полка (Воронежский фронт), летал на «Харрикейне», Як-7 и «Аэрокобре». Довольно долго не имел воздушных побед, но с началом Курской битвы накопленный опыт лётчика помог открыть боевой счет: в первые три дня битвы (с 5 по 7 июля 1943 года) он лично сбил 4 немецких самолёта. В ходе битвы за Днепр в октябре 1943 года к ним добавились ещё 2 победы. Все остальные победы одержал в 1944 году.
31 мая 1944 года — помощник командира по воздушно-стрелковой службе 438-го истребительного авиационного полка (205-я истребительная авиационная дивизия, 7-й истребительный авиационный корпус, 2-й Украинский фронт) майор В. В. Соколов не вернулся с боевого задания после воздушного боя из района Скуляны — Вултурул — Ларга (Румыния). Исключён из списков РККА как пропавший без вести.
К тому времени выполнил 129 боевых вылетов, провёл 34 воздушных боя, в которых сбил лично 12 самолётов противника.

## Награды
- Два ордена Красного Знамени (18.12.1943, 21.06.1944)
- Орден Отечественной войны 1-й степени (21.01.1944)
- Орден Красной Звезды (21.12.1942)